# Нерчинсько-Заводське сільське поселення
Не́рчинсько-Заво́дське сільське поселення (рос. Нерчинско-Заводское сельское поселение) — сільське поселення у складі Нерчинсько-Заводського району Забайкальського краю Росії.
Адміністративний центр та єдиний населений пункт — село Нерчинський Завод.

## Населення
Населення сільського поселення становить 2436 осіб (2019; 2842 у 2010, 3150 у 2002).

## Склад
До складу сільського поселення входять:
| Населений пункт         | Населення, осіб (2002) | Населення, осіб (2010) |
| ----------------------- | ---------------------- | ---------------------- |
| Нерчинський Завод, село | 3149                   | 2842                   |
| Воздвиженка, село       | 1                      | -                      |